# Semjon Dezjnjov
Semjon Dezjnjov (russisk: Семён Дежнёв) er en sovjetisk spillefilm fra 1983 af Nikolaj Gusarov.

## Medvirkende
- Aleksej Buldakov som Semjon Dezjnev
- Leonid Nevedomskij som Mikhailo Stadukhin
- Viktor Grigorjuk som Gerasim Ankudinov
- Margarita Borisova som Abakayada
- Ivan Krasko som Guselnikov